# Ajc group

O AJC Group é um Fundo Distressed Business  brasileiro que atua no segmento de M&A  (Mergers and Acquisitions). Sua história iniciou-se em 2005, e atualmente a empresa está presente nos principais setores da economia nacional, como Engenharia, Infraestrutura, Tecnologia, Indústria, Logística, Comunicação, Energia e Agronegócio. O Grupo oferece soluções específicas para empresas em crise, que são: assunção total de passivos; blindagem patrimonial; regularização de restrições junto ao Serasa e órgãos controladores; e continuidade prolongada das atividades empresariais.

## História

### Cronologia
O Grupo AJC deu-se início a partir de atuações particulares de seu presidente e fundador, Anderson Oliveira, que recomeçou as atividades de uma loja varejista de roupas e calçados que estava com falência requerida, onde, rapidamente, se tornou uma rede de lojas em shoppings centers impulsionada pela abertura do mercado nacional. Esta consolidação encorajou Anderson e alguns membros de sua família a ingressar no mercado de M&A.
A parceria familiar durou cerca de 4 anos. Neste ínterim, o Grupo AJC já havia adquirido 12 empresas nos setores de Varejo, Indústria e Importação e Exportação de produtos. Logo após, Anderson continuou as atividades da companhia com seu sócio, Ricardo Avilez, que ingressou no Grupo em maio de 2008. 
Deste então, o Grupo diversificou seus ramos de atuação, e tem hoje um portfólio hoje de 74 empresas já assumidas nos setores de Engenharia, Construção, Infraestrutura, Tecnologia, Indústria, Logística, Comércio, Varejo, Comunicação, Energia e Agronegócio , mais de R$ 5 bilhões em dívidas já administradas, mais de 5 mil colaboradores já atuados e projetos em 21 países, dentre eles: Estados Unidos, Argentina, Dubai, México e Espanha. 

### Logotipo

Logotipo AJC Group

O Grupo AJC possui um logotipo atípico. O nome do Grupo é destacado juntamente com a figura inusitada de um leão. De acordo com Anderson Oliveira e Bruno Fraga, diretor de marketing do Grupo, as formas simbolizam o alfabeto hebraico (abjad), que é a origem da crença dos sócios e de grande parte do Conselho da companhia: o judaísmo e o cristianismo.
Segundo Anderson, há frases escritas no interior do leão, mas ele mesmo não revela, pois diz que é algo entre ele e sua crença pessoal.

## Estrutura

### Organizacional

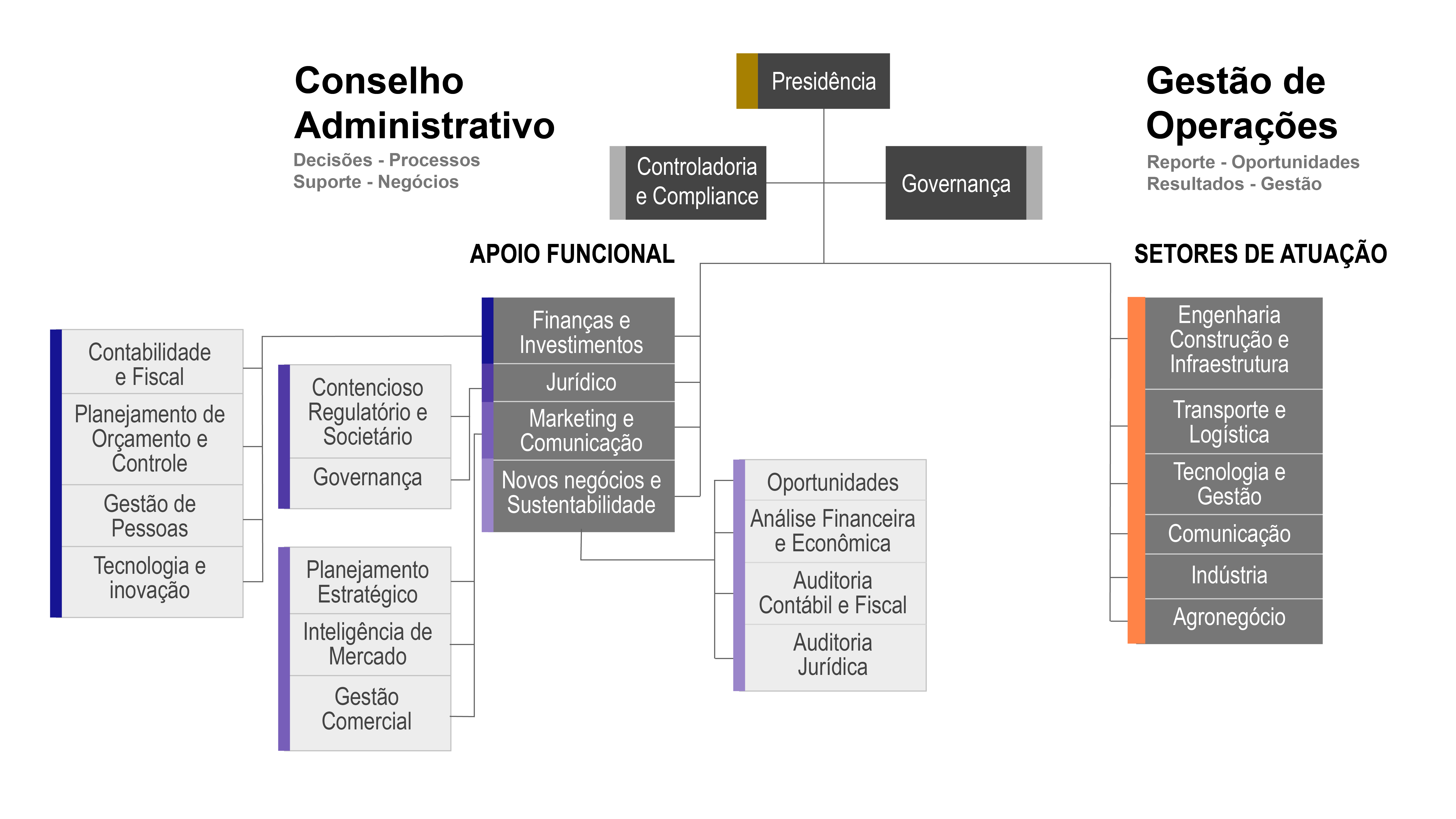
Organograma Funcional e Operacional do Grupo AJC

A Estrutura Organizacional do Grupo AJC possui 2 pilares: o Funcional e Operacional (setores de atuação). A matriz da companhia concentra todos os setores financeiros, legais, pessoais, mercadológicos e tecnológicos das empresas em atividade; cabem a estes, à presidência e à controladoria as decisões, processos, suporte e novos negócios. Do outro lado se concentram os diretores executivos das unidades de negócio, o setor comercial e de produção; cabem a estes os reportes, oportunidades, resultados e gestão. 

### Áreas de atuação
- Engenharia, Construção e Infraestrutura: As empresas de Engenharia do Grupo possuem importantes projetos nos segmentos pertinentes a Engenharia Ambiental e de Saneamento Básico, Engenharia Geotécnica e de Recursos hídricos, Engenharia Civil e Montagem eletromecânica. [8]
- Tecnologia e Gerenciamento: são oferecidos serviços diversos, como Segurança em TI, IoT (Internet das Coisas), Gerenciamento e Monitoração, Machine Learning, Inteligência Artificial, Data Center, entre outros. [9]
- Transporte e Logística: As empresas oferecem serviços de logística, gerenciamento da cadeia de suprimentos e soluções de transporte que atendem clientes em todos os tipos de indústrias. [10]
- Comunicação: As empresas de Comunicação do AJC Group atendem desde os setores de Consultoria em Marketing, Entretenimento até Telecomunicações. [11]
- Indústria: Atuações em empresas do ramo alimentício, têxtil, moveleiro, metalúrgico, siderúrgico e de processo. [12]

## Desenvolvimento Social

### Campanha Noite Feliz

Campanha Noite Feliz

No dia 23 de dezembro de 2018, os colaboradores do Grupo AJC foram voluntariamente à comunidade Jardim Panorama, localizada na Zona Sul de São Paulo, presentear os moradores com cestas de natal e brinquedos para as crianças, além de levar mensagens positivas de conforto e ajuda. A Campanha Noite Feliz é um projeto realizado integralmente pelo AJC Group, e não conta com ajuda nem apoio de nenhuma empresa estatal. 